# Diario del Sur (Colombia)
El Diario del sur es un periódico colombiano de la ciudad de San Juan de Pasto que circula en formato de 54 de alto x 27,6 de ancho cm de lunes a domingo en el sur de Colombia, principalmente en el departamento de Nariño y Putumayo. Consta de dos secciones. Está afiliado a Andiarios. Es propiedad de Hernando Suárez Burgos

## Cuadernillos o revistas adicionales
Diario del Sur tiene tres revistas adicionales:
- Deportivísimo: Revista deportiva que circula con la edición del lunes.
- Monerias: Revista de entretenimiento infantil que circula los domingos.
- IMPULSO: Revista de entretenimiento que circula los viernes cada 15 días.